# Alghero
Alghero (en catalan : L'Alguer, en sarde S'Alighéra, en sassarese L'Aliera) est une ville italienne d'environ 44 000 habitants, située dans la province de Sassari en Sardaigne, sur la côte nord-occidentale.
Une partie de sa population est originaire de Catalogne et la ville préserve l’usage de la langue catalane, reconnue comme officielle par la République italienne et par la région, sous le nom de dialecte alguérois (alguerès).
La ville est l’une des principales en Sardaigne, étant la cinquième en population et une des portes d’accès à l’île grâce à l'aéroport d'Alghero-Fertilia. L’artisanat et la vente de corail sont l’un des moteurs économiques de la ville.

## Géographie

### Situation
Alghero est située dans le nord-ouest de l'île de Sardaigne, sur une petite péninsule. Sa côte est longue de 68 km en raison de sa géographie assez complexe, avec plusieurs petites baies et petits fleuves. Le cap Caccia, situé à 24 km de la ville, fait partie d'une zone protégée.
La ville se situe sur la « côte du corail », connue pour ses coraux rouges, très prisés.

### Côtes et plages
- Spiaggia di Poglina o della Speranza
- Cala Burantino o Burantí
- San Giovanni.
- Maria Pia.
- Le Bombarde.
- Lazzareto

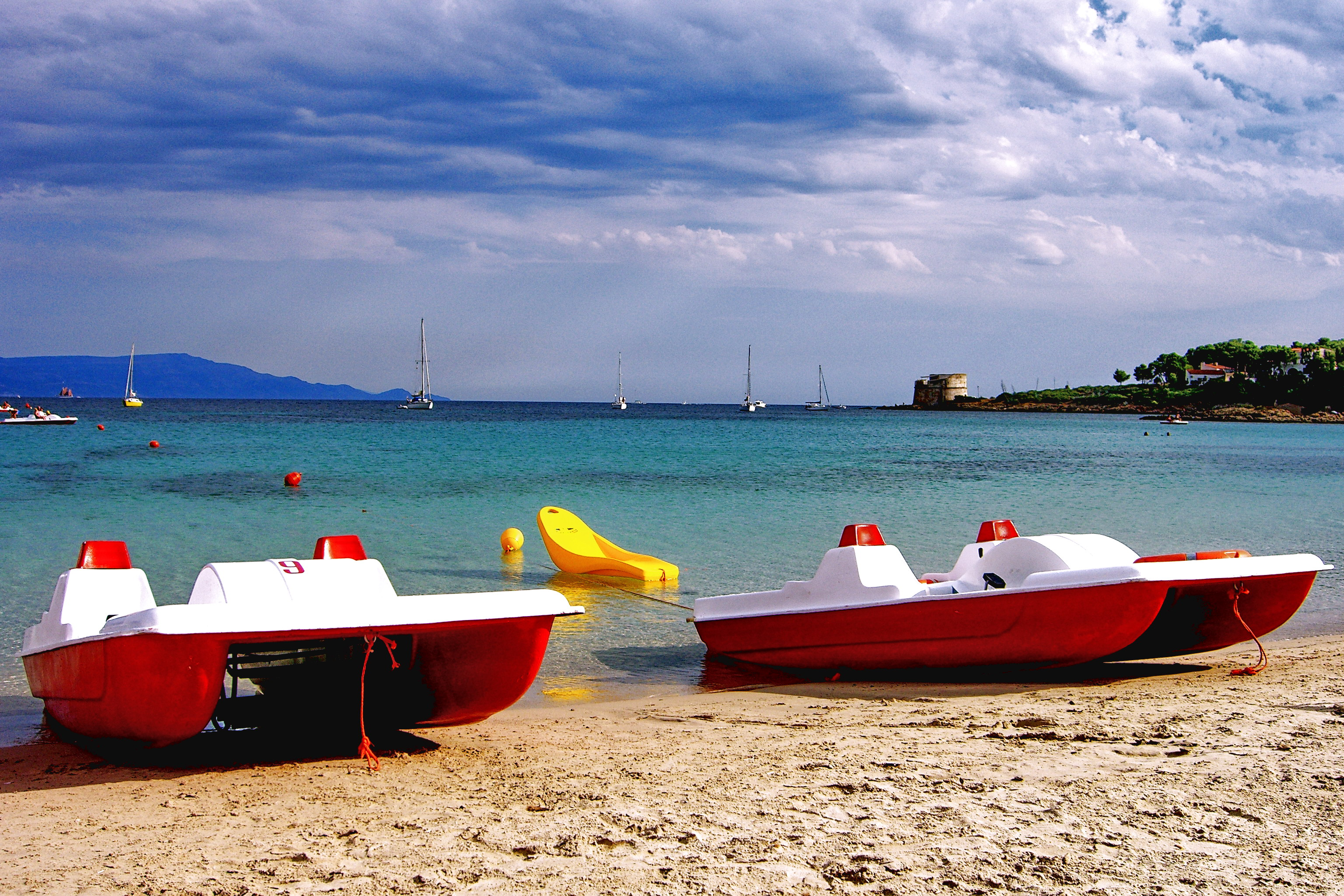
Plage du Lazzareto
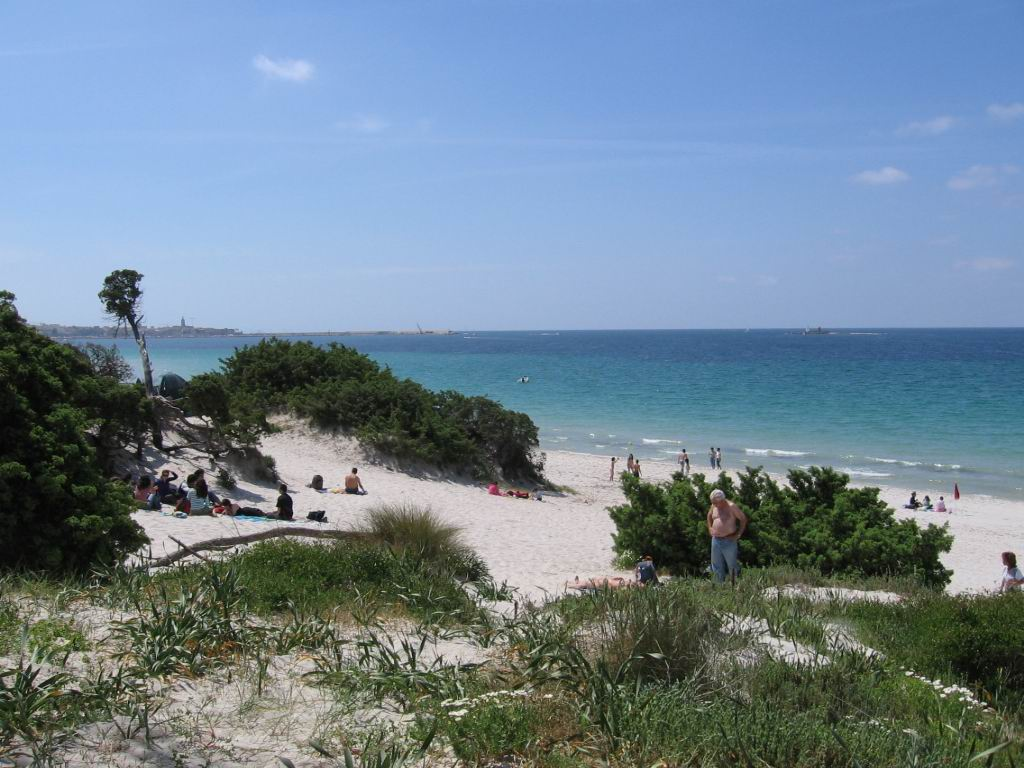
Plage Maria Pia
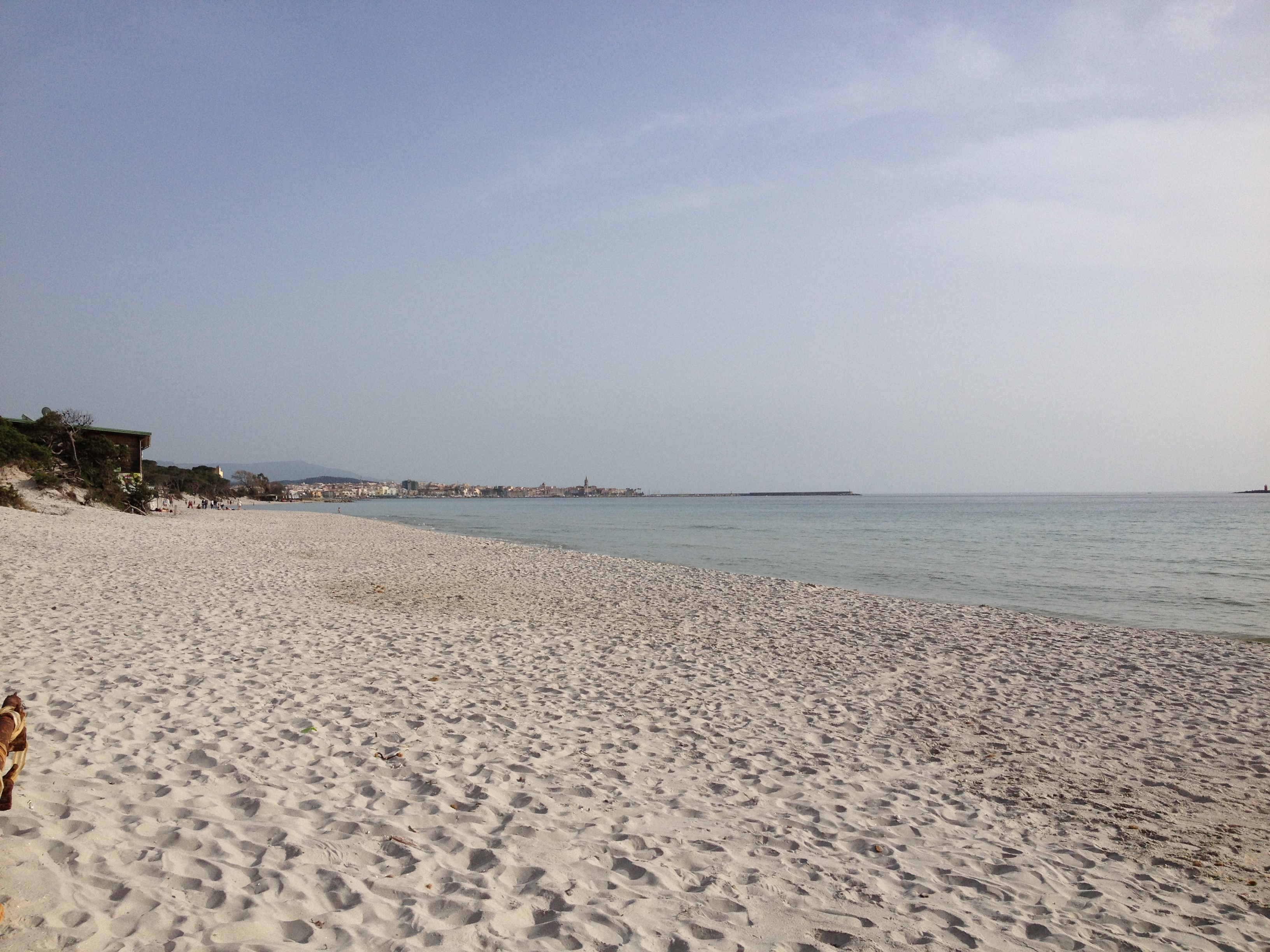
Maria Pia
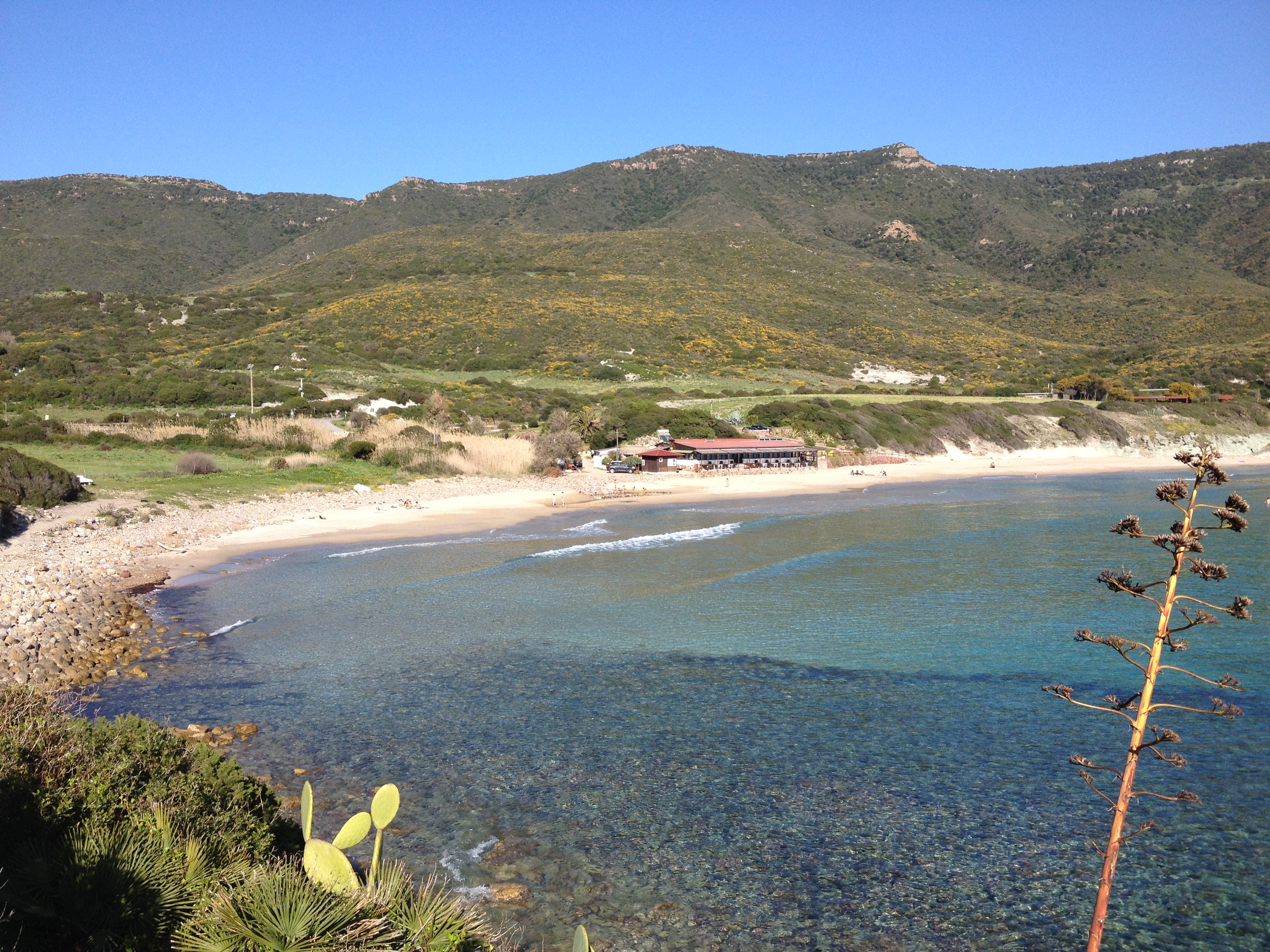
La Speranza

### Communes limitrophes
|  | Sassari | Olmedo, Uri          |
|  | Alghero | Putifigari           |
|  |         | Villanova Monteleone |

### Climat
Le climat d’Alghero est humide à cause de la présence de la mer, ce qui donne des températures moins froides en hiver. Les étés sont chauds et agréables, comme dans la plupart de la Méditerranée. Au nord de la ville se trouvent des observatoires météorologiques où des prévisions pour tout le nord de l’île sont établies.

## Toponymie

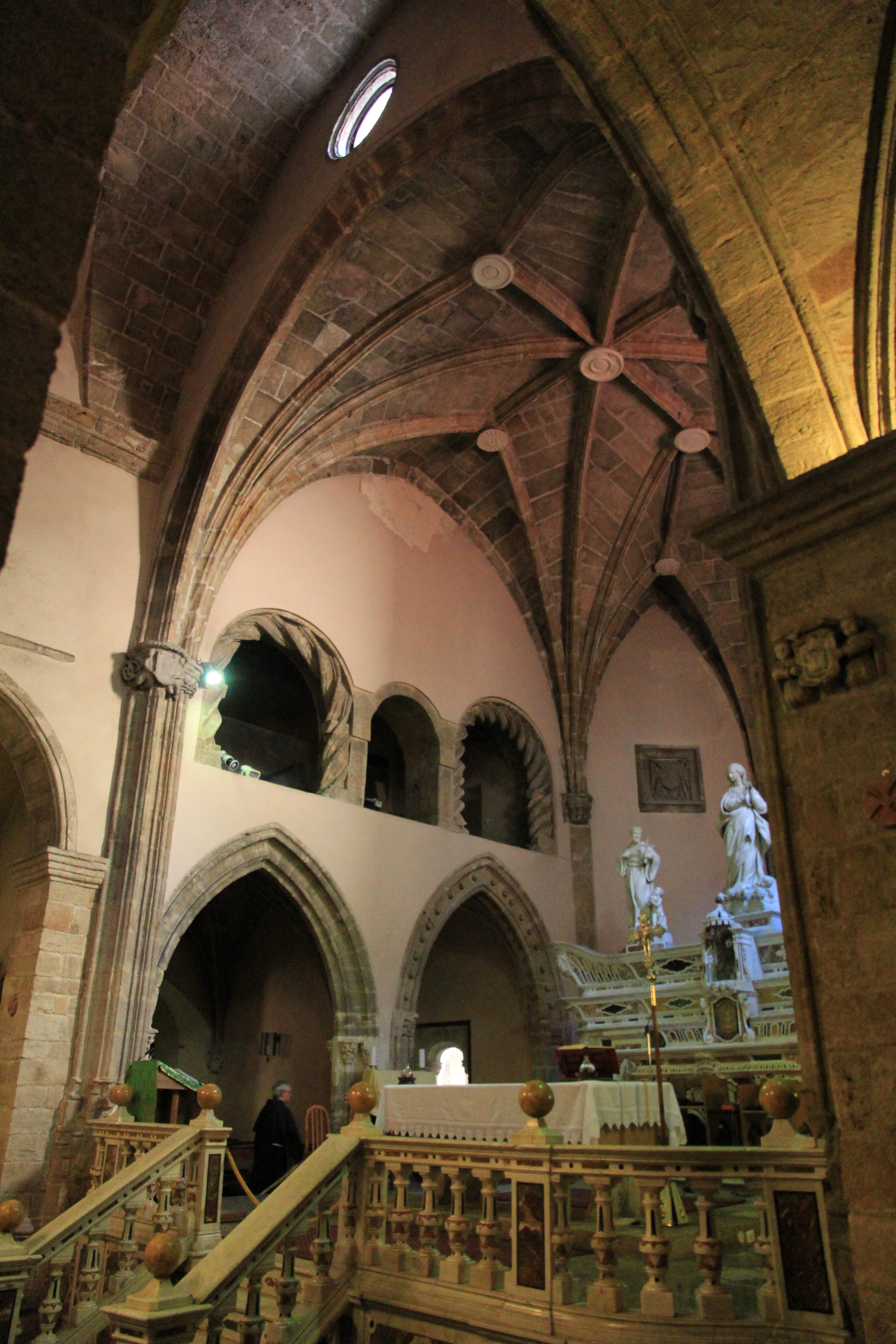
Église de Saint-François

Alghero est nommé L'Alguer en catalan, S'Alighéra en sarde et L'Aliera en sassarese. Les origines du toponyme sont incertaines, il dériverait des algues (des posidonies), mais il s'agit sans doute d'une étymologie populaire, même si le même phénomène et le même radical existent pour Algajola et sa voisine L'Île-Rousse (ancienne Algilla), en Haute-Corse. D'autres revendiquent une origine arabe, de « al giaz ira », qui veut dire « péninsule ».

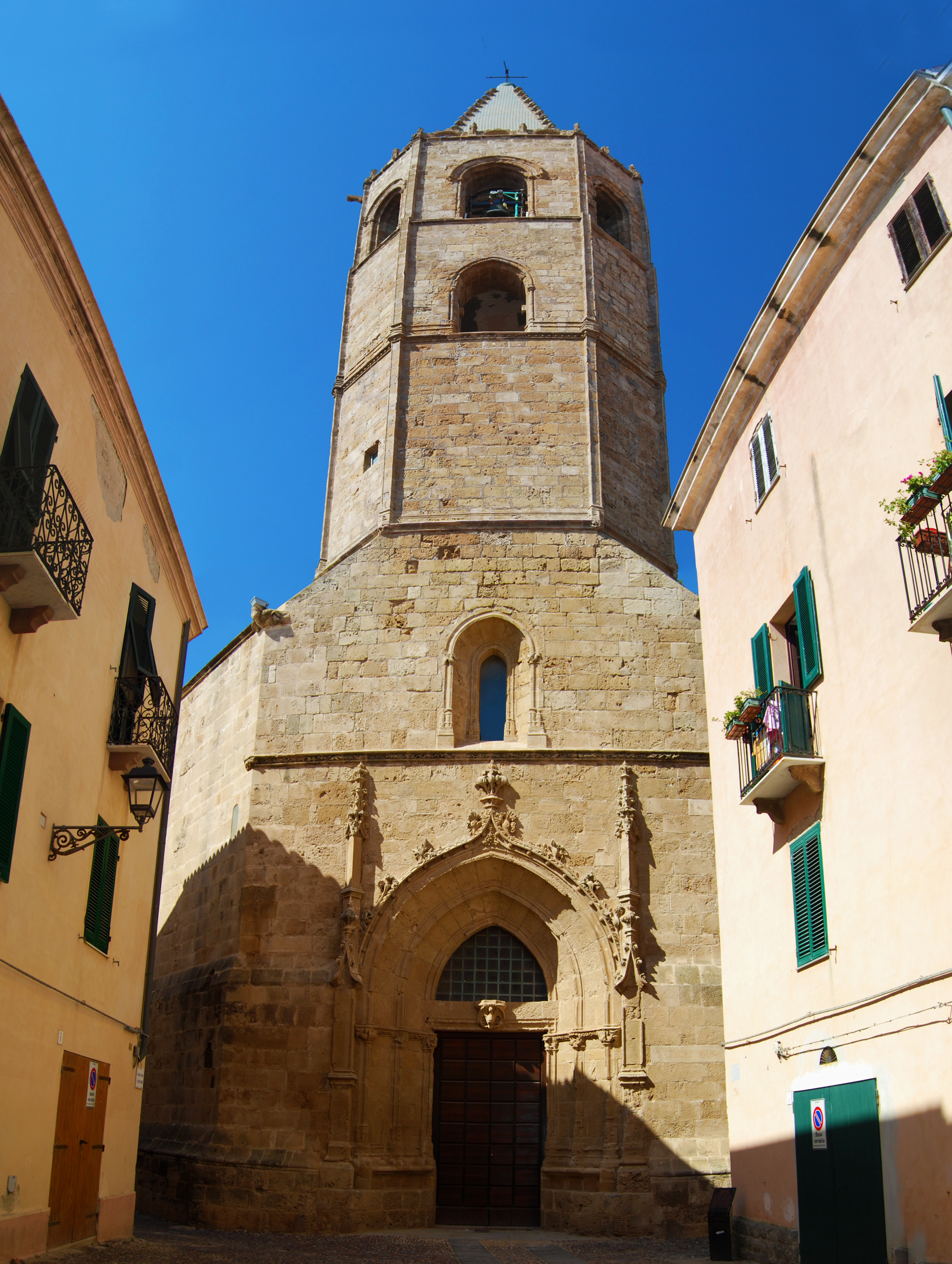
Cathédrale d'Alghero

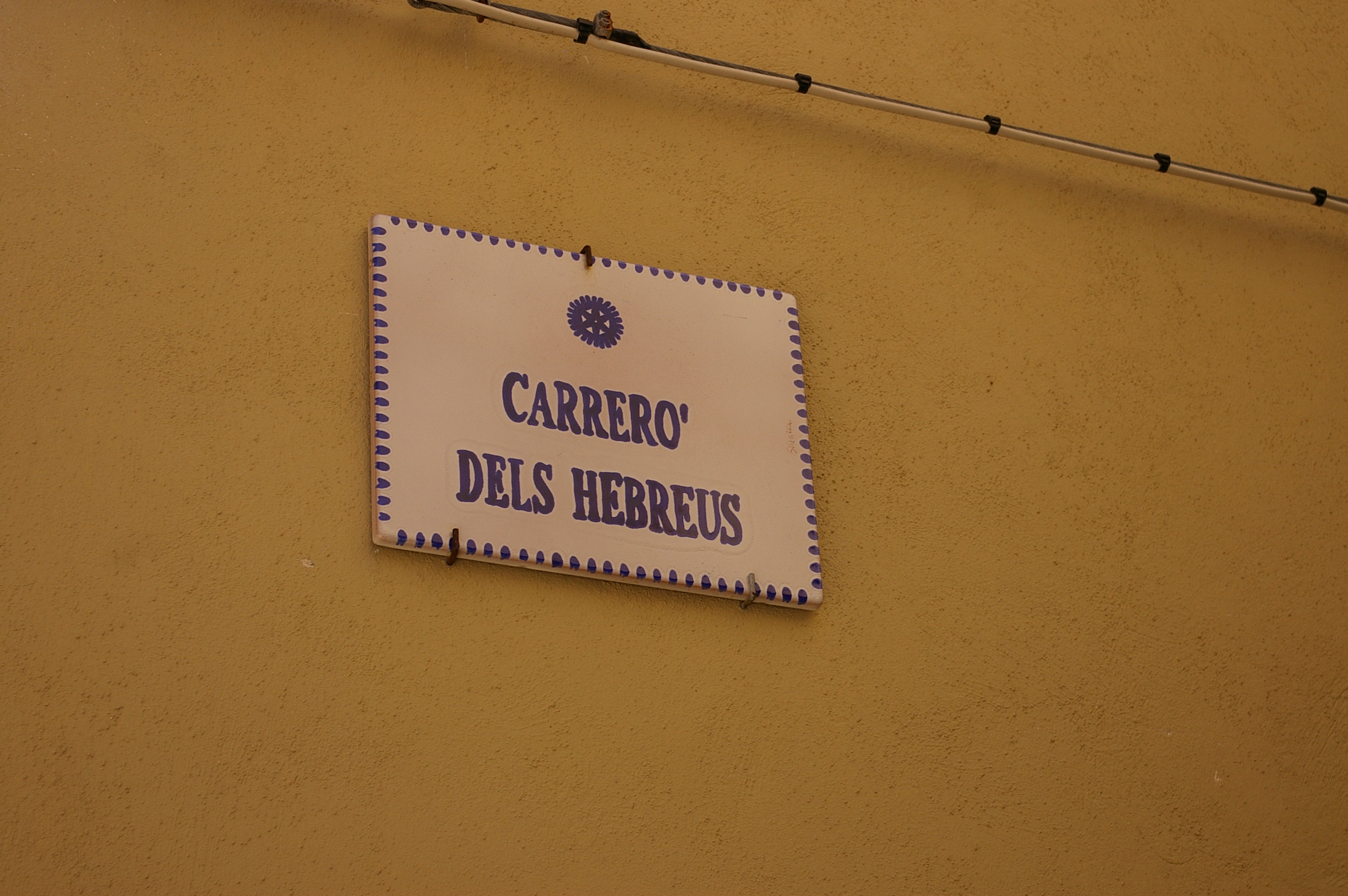
Plaque en catalan indiquant l'ancienne rue des Juifs

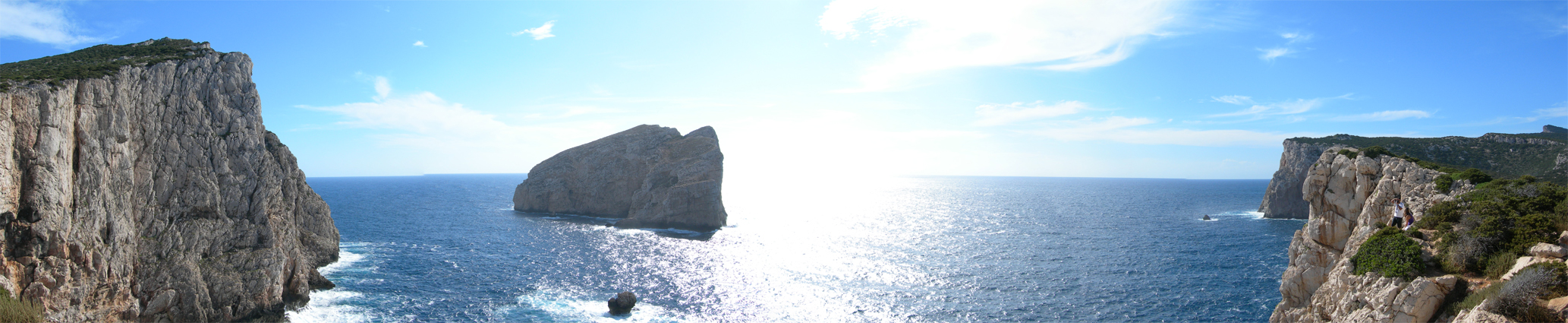
Vue panoramique de l'Isola Foradada

## Histoire
Le territoire d'Alghero fut tout d'abord peuplé il y a environ 6 000 ans pendant le néolithique : de nombreux monuments, dont des nécropoles dites ipogeiche à Santu Pedru et à Aghelu Ruju, et les villages nuragiques de Palmavera et Sant'Imbenia sont dus à la culture nuragique. Les Phéniciens y construisirent l'un de leurs ports les plus importants grâce aux nombreuses ressources, surtout d'eau douce.
Alghero garde peu de traces de l'époque romaine, dont le village de Santa Imbenia, le sanctuaire de la Purissima et le pont sur l'étang du Calich.
La ville subit plusieurs dominations de pays plus puissants. La vieille ville fut fondée dans la première moitié du XIe siècle par les nobles de la famille génoise des Doria. Sa position stratégique et la présence d'eau souterraine (alimentant encore des puits dans la vieille ville) attira de nombreuses convoitises. En 1283, les Pisans essayèrent d'en prendre le contrôle mais échouèrent et, en 1354, la ville fut conquise par le royaume d'Aragon, qui expulsa la population locale et y installa massivement des familles catalanophones de Catalogne. C'est à la même époque que la ville est frappée par la peste noire.
Le 29 août 1353, la ville laisse son nom à la bataille d'Alghero se déroulant près de ses côtes entre la république de Venise et la république de Gênes au cours de la troisième guerre vénéto-génoise (1350-1355)
L'économie se trouve en crise en 1492 lors de l'expulsion des Juifs du territoire (il y avait une grande communauté juive) ; elle restera faible jusqu'en 1503 et l'édit papal.
L'empereur Charles Quint visite Alghero en 1541, accompagné de l'amiral Andrea Doria.
La peste frappa de nouveau en 1652 lors de l'arrivée d'un navire provenant de Catalogne ; de nombreux Algheresi tentant d'échapper à l'épidémie en fuyant la ville répandirent la maladie sur tout le territoire. L'épidémie ne s'éteindra qu'après quatre années.
En 1720, la maison de Savoie prit le contrôle, mais Alghero et sa culture catalane résistèrent aux changements imposés par les savoisiens.
La région fut bombardée pendant la Seconde Guerre mondiale et occupée par les troupes allemandes. Les Algheresi réussirent à se révolter, surtout parce que la ville elle-même ne fut pas trop endommagée par les bombes. Les habitants qui perdirent leurs maisons furent logés dans le collège des Jésuites et l'église San Michele ; ces lieux gardent encore des traces de leur passage.
Pendant les années 1960, Alghero vit une période de grande croissance accompagnée d'une forte spéculation immobilière, et la construction de plusieurs hôtels le long de la côte.

## Population et société

### Démographie

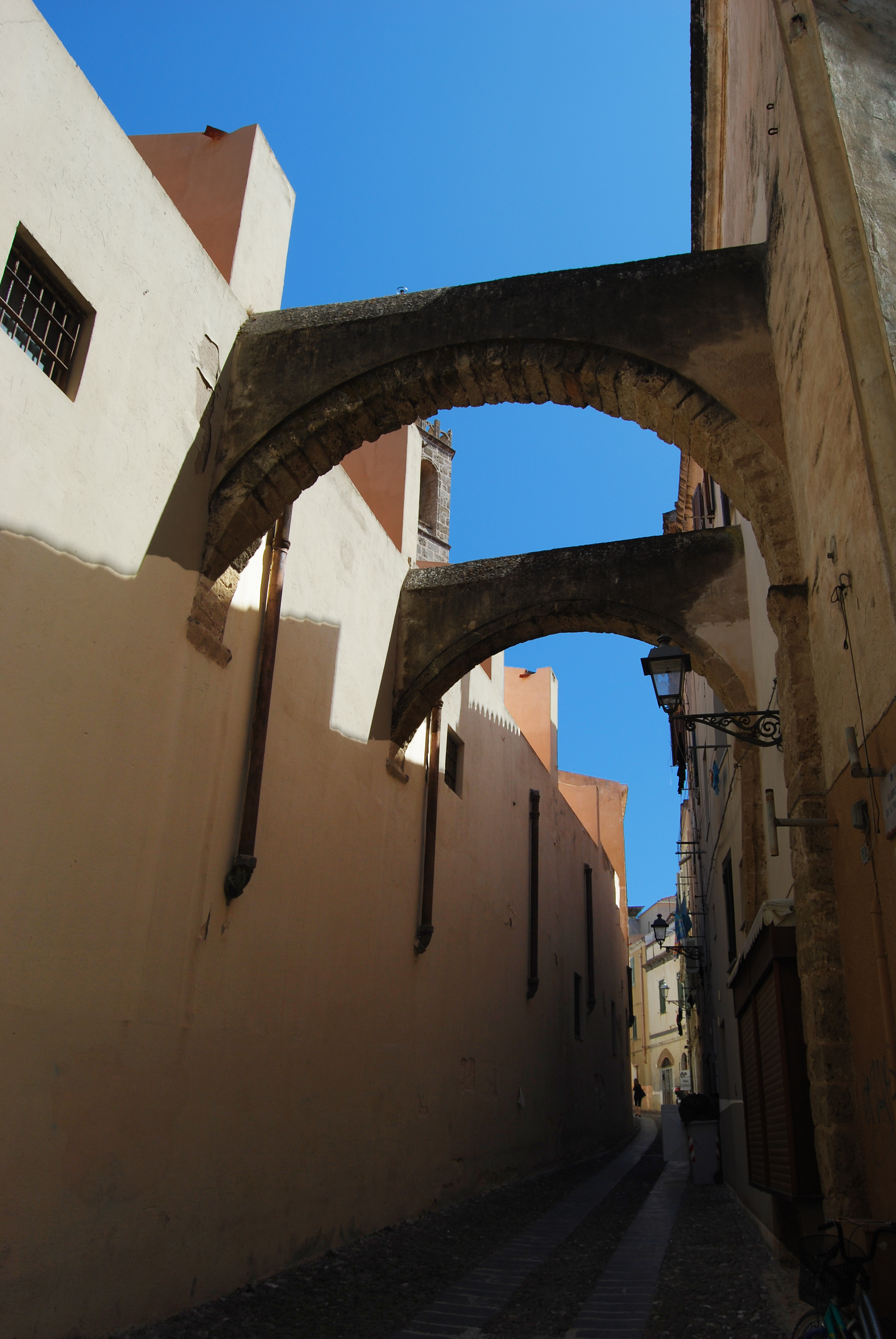
Rue du centre historique

Habitants recensés

### Langues

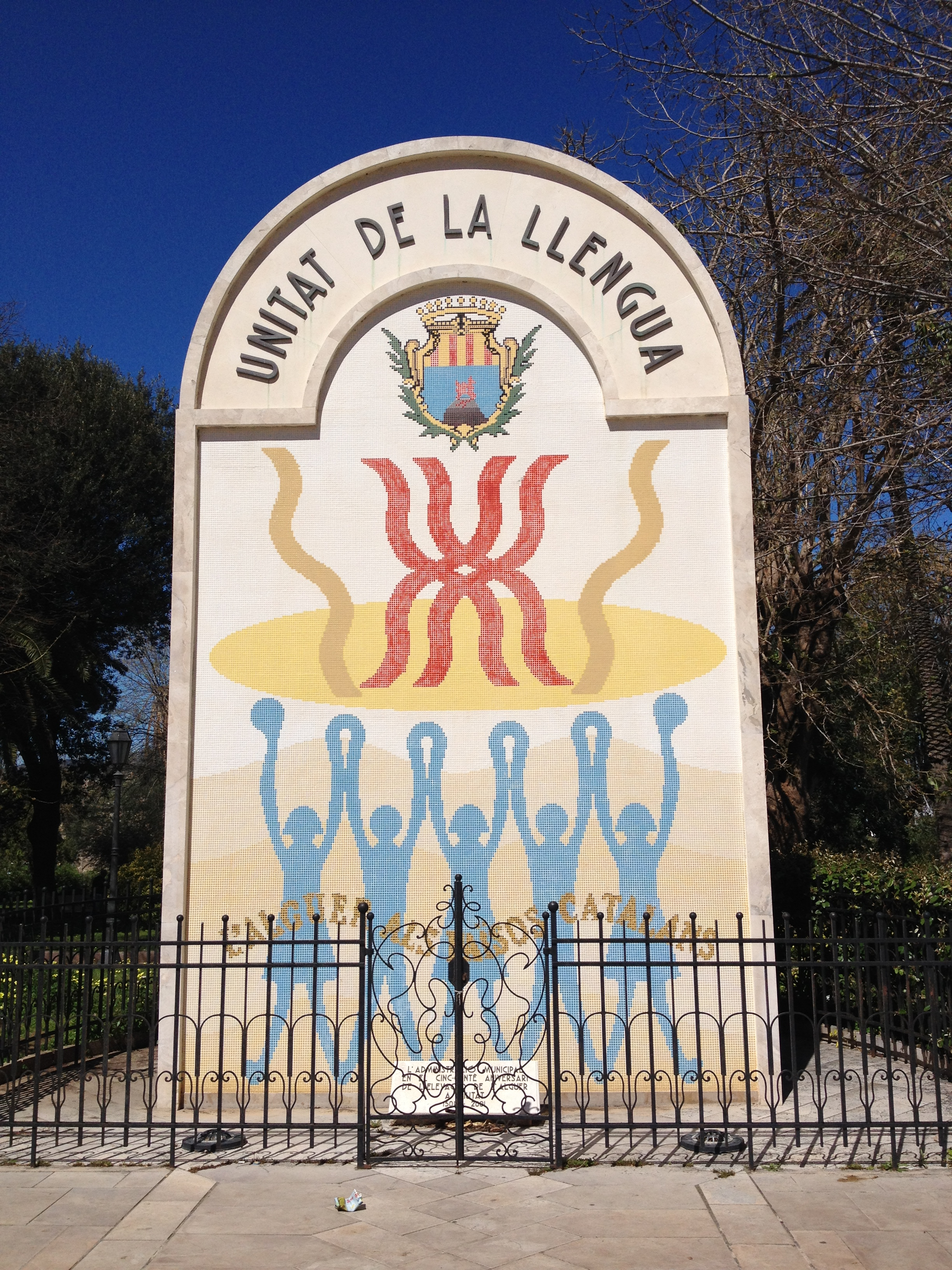
Monument à l'unité de la langue catalane à Alghero

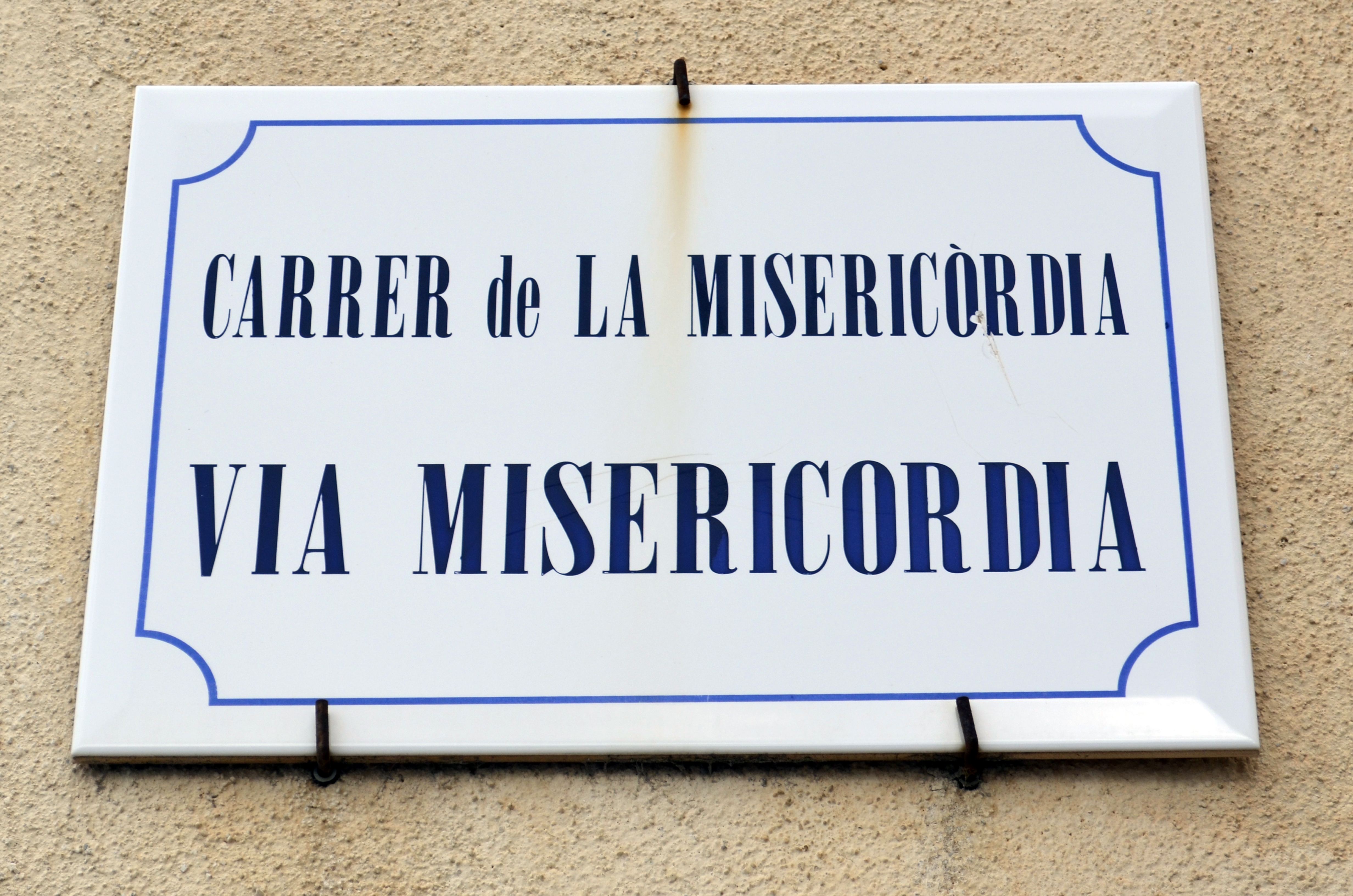
Plaque de signalisation bilingue

Alghero est un îlot linguistique, la seule ville d’Italie où le catalan est officiel et où l’on parle le dialecte alguérois depuis des siècles en raison du repeuplement par des Catalans au XIVe siècle. Pendant longtemps, la plupart de la population parlait catalan alguérois. Mais après la Seconde Guerre mondiale, l’immigration des personnes parlant le sarde a réduit la proportion de la population catalanophone, cependant que l’école, la télévision et les journaux en italien ont pour effet que moins de familles ont transmis le catalan aux nouvelles générations. Depuis 1997, le catalan est légalement reconnu, cependant des organismes comme Òmnium Cultural ou Obra Cultural de l’Alguer promeuvent la langue et culture propres. Environ 30 % de la population parle encore alguérois et un nombre plus élevé de personnes le comprennent.
La ville ancienne d’Alghero montre beaucoup de caractéristiques de l’architecture médiévale des Pays catalans. Les Alguérois appellent leur ville aussi « Barceloneta » (petite Barcelone) à cause de leur ascendance et de la fraternité avec la capitale catalane. La signalisation toponymique est affichée en double forme bilingue.

### Enseignement
Alghero est la troisième ville universitaire de la région après Cagliari et Sassari, elle abrite le département d’architecture de l’université de Sassari.

## Économie
Le marché touristique représente une grosse partie des activités de la dixième ville plus visitée d’Italie en 2012, qui doit son nom à la grande présence de coraux rouges de la qualité la plus précieuse, et bénéfice de sa situation le long d'un des axes de la randonnée en Sardaigne. Elle est appelée Barcelone de Sardaigne pour ses influences catalanes encore présentes dans la langue et dans les aspects historico-culturelsa.

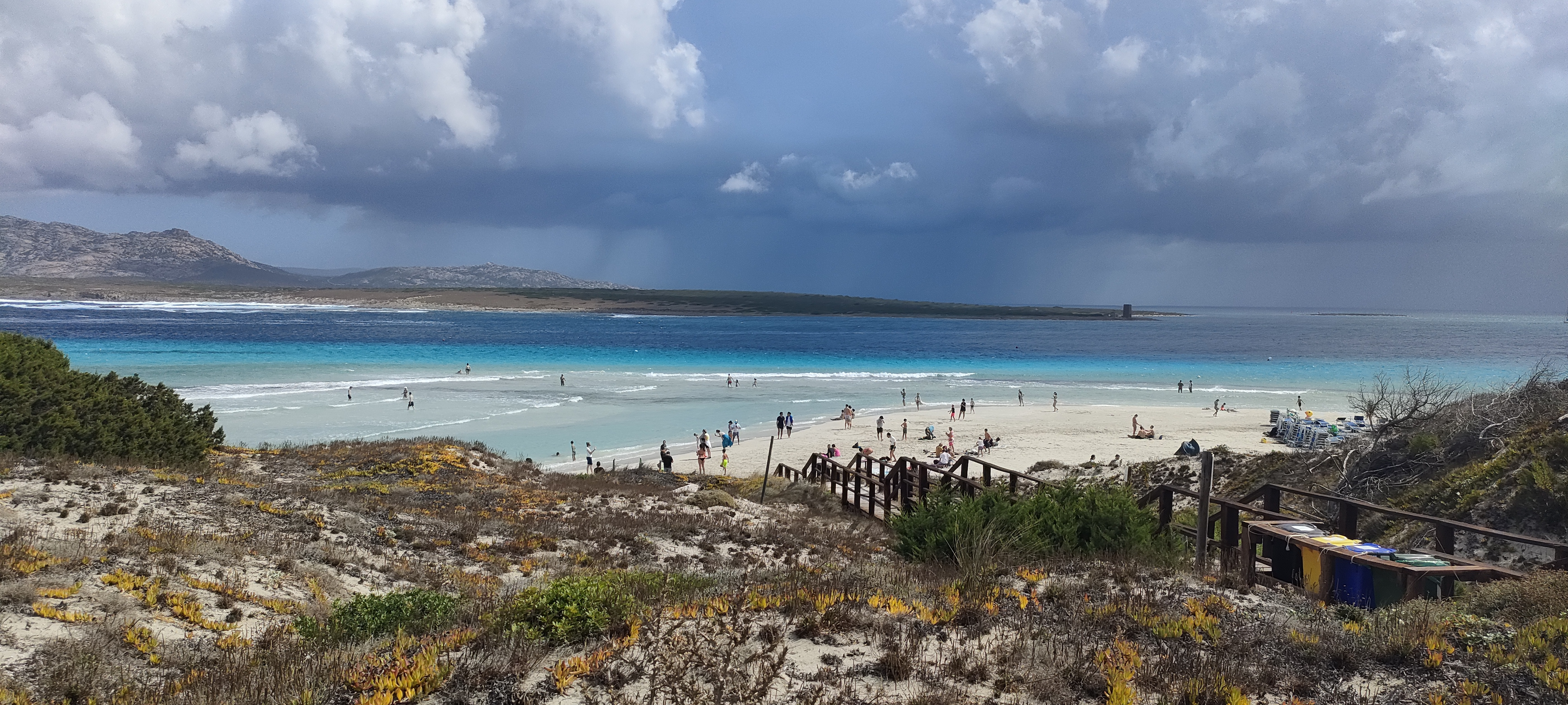
Plage de Pelosa

Elle est à environ une heure de route de la plage de Pelosa, baptisée souvent les Maldives d'Europe. Pelosa est une plage payante et à capacité limitée. Elle est connue pour sa qualité d'eau exceptionnelle et l'organisation des accès via un système de réservation et paiement en ligne.
Le centre-ville est considérée comme attractif pour la corniche qui longe la mer, les endroits ayant une vue imprenable de coucher de soleil et enfin les activités pour tous les âges.

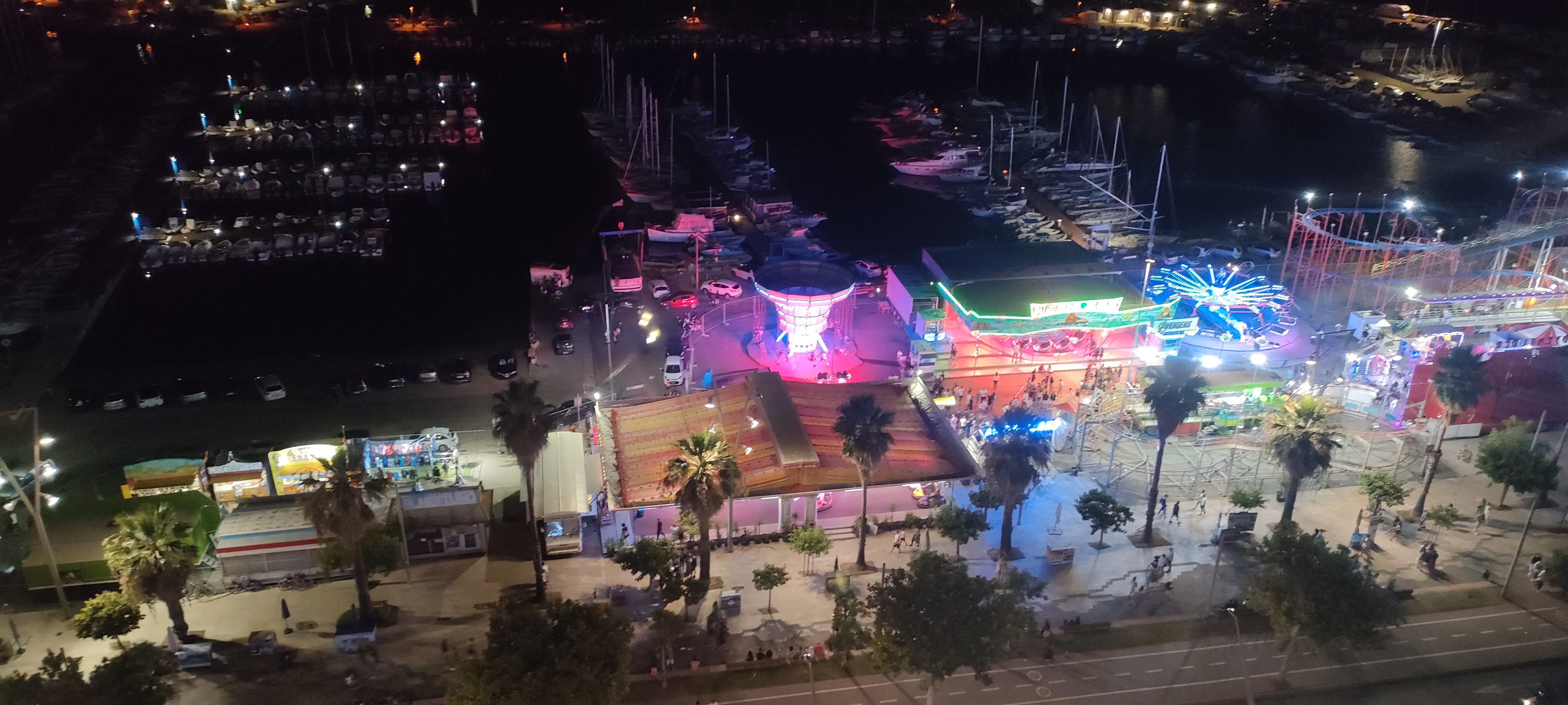
Vue à partir de la grande roue

## Activités
La ville bénéficie de nombre d’endroits naturels à visiter et permet des excursions, pour les amateurs de randonnée en Sardaigne.

## Transports
Quoique située sur une île, Alghero bénéficie d'un bon réseau de communications : des routes la relient à Sassari, la capitale de la province, au port principal à Porto Torres ou encore à l’aéroport de Fertilia, qui fait d’Alghero l’une des villes plus visitées d'Italie grâce aux vols nationaux et internationaux.

### Routes
- Strada statale 127bis Settentrionale Sarda, jusqu’à Porto Conte au nord et vers Sassari a l'est.
- Strada statale 291 della Nurra, de Fertilia jusqu’à Sassari.
- Strada provinciale 42 dei Due Mari, elle arrive jusqu’au port de Porto Torres.
- Strada provinciale 105 Alghero-Bosa, route panoramique commençant au sud de la ville et en parcourant le littoral jusqu’à Bosa.
- Strada statale 291 dir del Calich, reliant La ville et l’aéroport.

### Transports ferroviaires
Alghero possède une gare ferroviaire située dans le quartier de la Pietraia, d'où partent plusieurs liaisons journalières avec Sassari, capitale de la province.

### Transport maritime

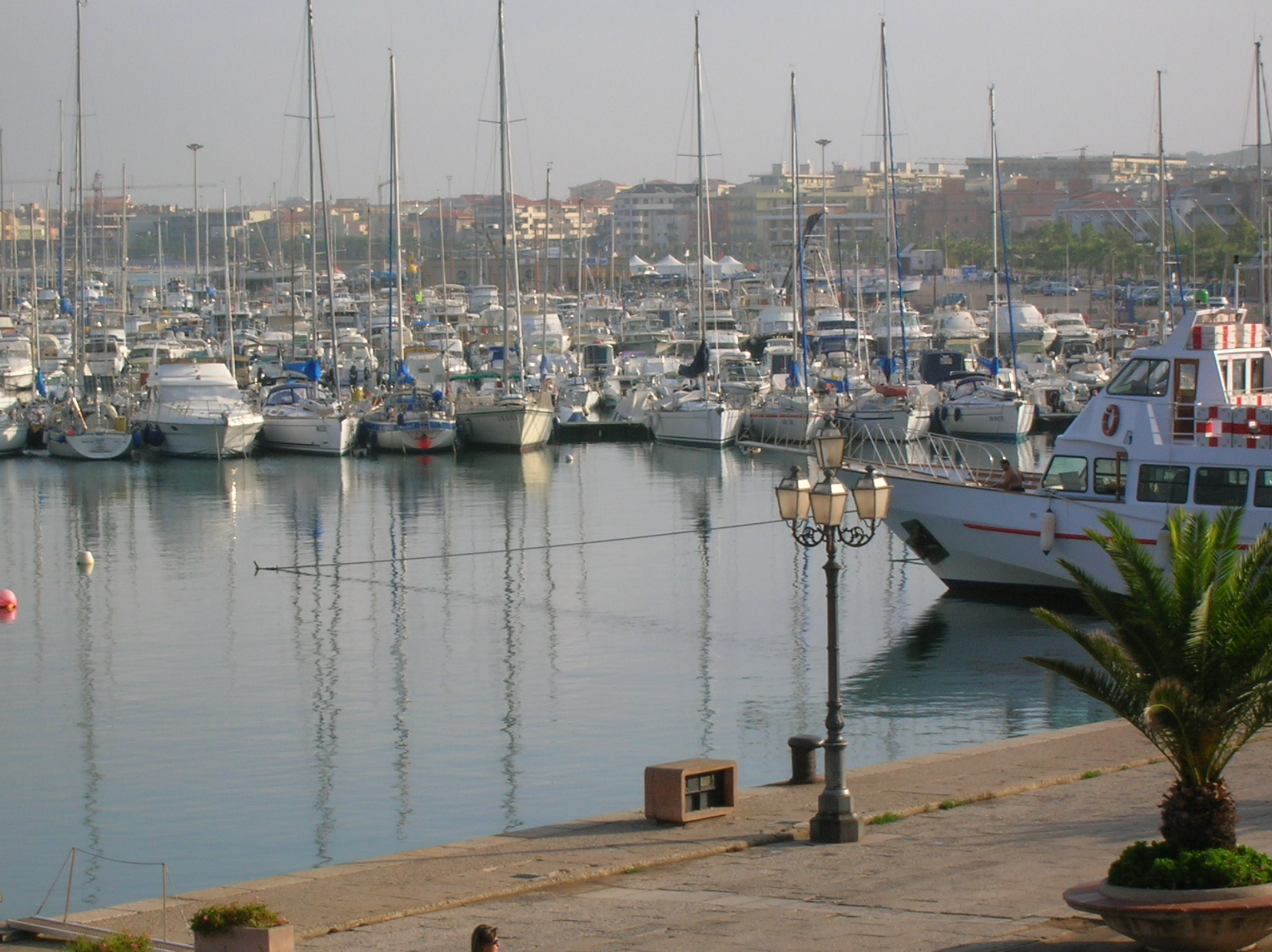
Port de la ville d'Alghero

La ville a un port moderne et équipé pour les plaisanciers. La liaison par bateau de passagers, par contre, est assurée à Porto Torres, à quelque 30 kilomètres au nord, où l'on peut rejoindre Gênes, Civitavecchia, Toulon, Marseille ou Barcelone.

### Transport aérien
L'aéroport international d'Alghero – Fertilia (code AITA : AHO) est situé à quelque 10 kilomètres du centre-ville et constitue la principale liaison entre le nord-ouest de l’île, l’Italie continentale et l’Europe.

## Culture et patrimoine

### Monuments
Les plusieurs étapes historiques que Alghero a vécues ont créé une variété de monuments, bâtiments et lieux d’intérêt très riche. Depuis le néolithique, époque dont on conserve encore beaucoup de vestiges, jusqu’au présent, dans les dernières décennies Alghero s’est développée tant que ville touristique pas juste grâce aux plages et beautés naturelles mais aussi par le patrimoine bien préservé.

### Sites archéologiques
Il existe de nombreux sites archéologiques extra-urbains : la nécropole d'Anghelu Ruju et celle de Santu Pedru, une villa de l'époque romaine, Santa Imbenia, le lieu-dit Purissima (peut-être l'emplacement de la cité perdue de Carbia), et les complexes nuragiques de Palmavera et Santa Imbenia, ainsi que plusieurs monuments nuragiques éparpillés dans le territoire. Il y a aussi une tombe de la famille royale d'Aragon.

### Fortifications

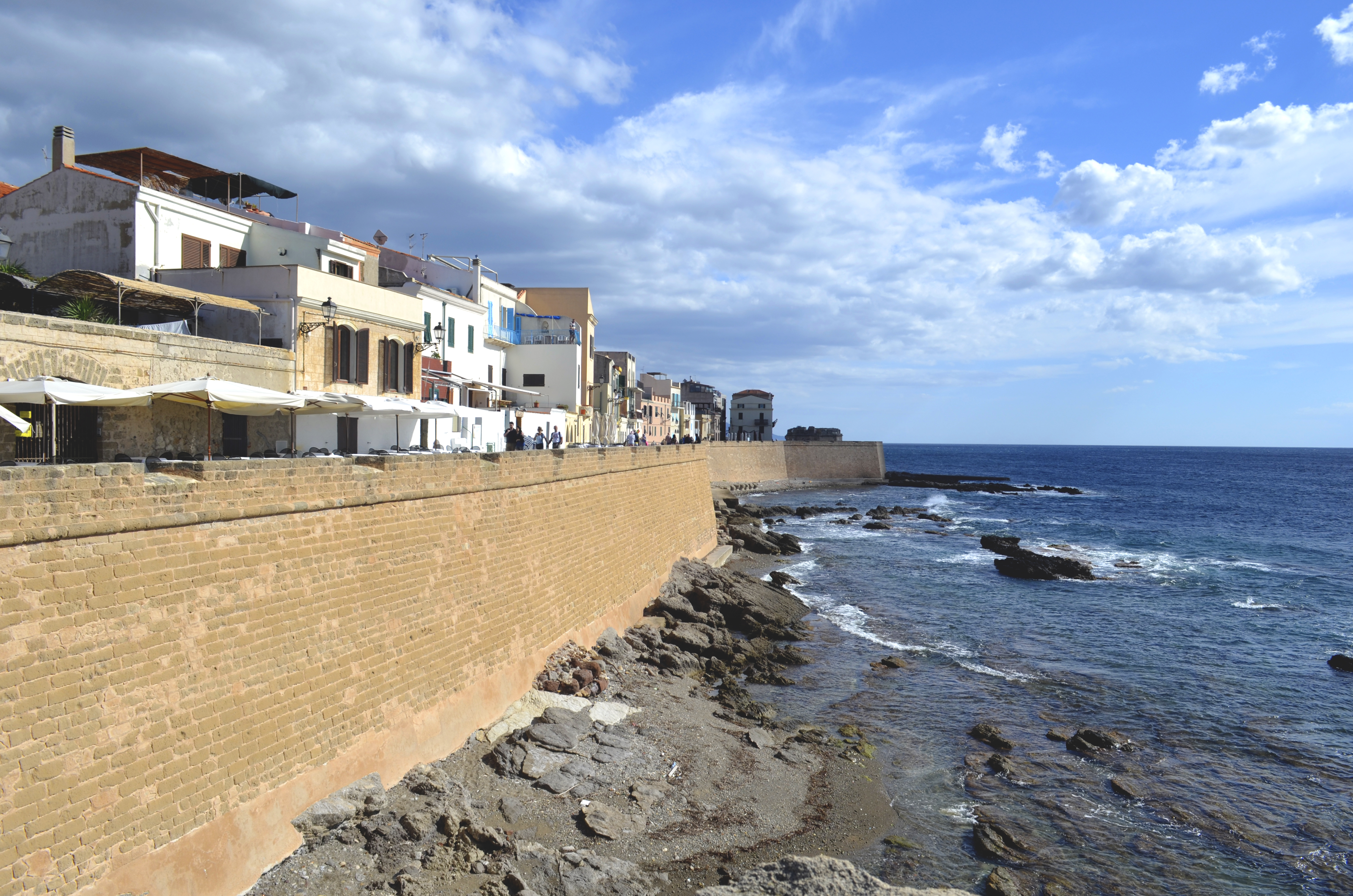
Fortifications de la ville d'Alghero.

Alghero est l'une des seules villes italiennes à avoir gardé environ 70 % de ses fortifications (il manque la partie qui va du fort de la Maddalena à la Tour de l'Esperò Rejal). Récemment restaurés, les tours et le mur offrent une promenade sur la côte qui continue avec un chemin construit pendant les années 1950, et qui va de la plage de Bosa au port d'Alghero, où il rejoint la rambla. Les bastions qui défendent la vieille ville sont de l'époque catalano-aragonaise ; partant de la piazza de Sulis, ils portent tous des noms d'explorateurs : Marco Polo, Pigafetta, Magellan, Maddalena. Il y a plusieurs portes et tours à partir de la piazza di Porta Terre : Torre di Porta Terra ou degli Ebrei, construite grâce aux contributions de l'importante communauté juive, Torre di San Giovanni, Torre del 'Esperó Reial ou dello Sperone, di San Giacomo ou dei cani (« des chiens », parce qu'elle servait autrefois de fourrière), della Campana, della Polveriera, di Sant'Elena, di Garibaldi ou della Maddalena, où se trouve le fort de la Maddalena, aujourd'hui en ruines. Au port se trouve une petite tour qui servait à saluer et à protéger les marins qui partaient, la tour della Madonnina (« petite Madone »), où l'on prie encore pour une bonne prise et du beau temps. Il existe plusieurs autres tours à Alghero, dont del Lazzaretto, Nuova, del Bulo, Pegna, del Porticciolo, et de Bantini Sale à Porto Ferro.
Il n'y a pas que des fortifications catalanes ; pendant la Seconde Guerre mondiale furent construits plusieurs forts et fortifications à Alghero et dans toute la Sardaigne. Beaucoup furent utilisés comme habitations temporaires ; certains le sont encore, provoquant des tensions avec les bases de l'Otan proches. Plusieurs sont encore visitables.

### Palazzi
Il y a de nombreux palais à Alghero, de styles les plus variés. Les ruines de la maison de Giuseppe Manno, un homme politique italien, ont été démolies il y a plusieurs années. L'ancien hôpital, longtemps abandonné, abrite aujourd'hui la faculté d'architecture de l'université de la Méditerranée.

### Églises

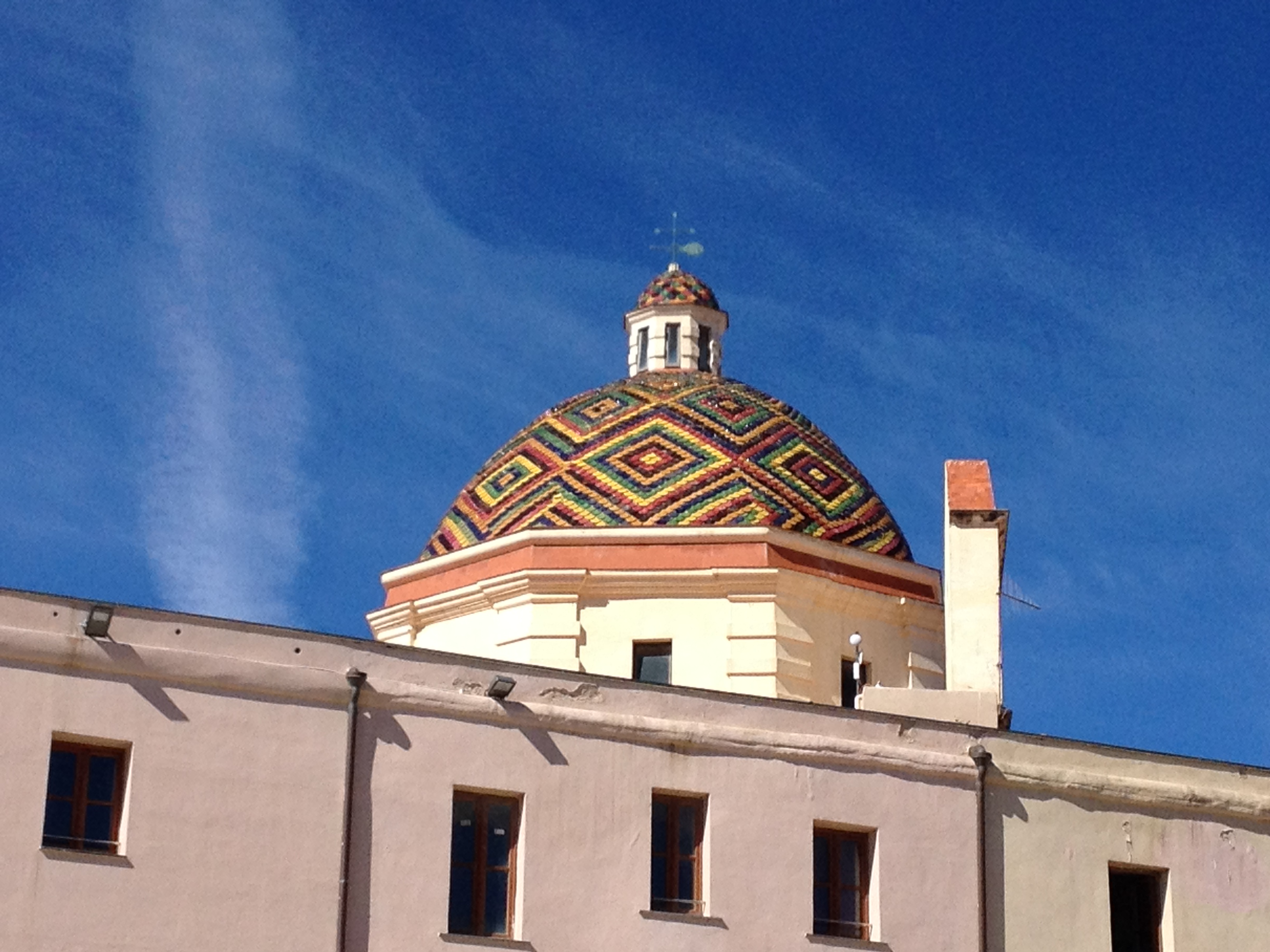
Dôme polychrome de Saint Michel

Les églises de la ville ont surtout été construites dans la période allant du XIVe au XVIIe siècle.
- La cathédrale, vouée à sainte Marie, a été construite au XVIe siècle.
- Notre-Dame du Carme date du XVIIe siècle;
- L'église Sainte-Barbe, la plus vieille de la ville, a été construite au XVe siècle et est à présent orthodoxe;
- L'église Saint-François avec son cloître remonte au XVe siècle;
- L'église Saint-Michel possède un dôme polychrome et date du XVIe siècle.

### Littérature
Le prix Alghero Donna a été créé à Alghero et y est remis chaque année.

### Parcs naturels
- Area naturale marina protetta Capo Caccia - Isola Piana.
- Parco regionale di Porto Conte.

## Jumelage
Alghero est jumelée avec quatre villes, deux en Catalogne (Espagne), Balaguer et Tarragona, une en Andorre, Encamp, et une aux îles Baléares (Espagne), Palma.

## Personnalités liées à la commune
- L'écrivain Pasqual Scanu y est né en 1908.
- Francesco Manunta, prêtre et poète, (1928 - 1995), né et décédé à Alghero
- Le footballeur Antonello Cuccureddu est né à Alghero en 1949 et y a passé son enfance.
- Le poète Rafael Sari (1904-1978) y a vécu toute sa vie.
- Antoine de Saint-Exupéry a vecu a Alghero à la fin de sa vie avant sa dispiration.

## Mention littéraire
- Nicole Yrle, Couleur corail : sept siècles plus tard, le passé bouscule le présent, Perpignan, Éditions Cap Béar, 2013, 236 p. (ISBN 978-2-35066-122-3, BNF 43710509) : une grande partie du roman se déroule à Alghero.